# Fórmula Abarth
Fórmula Abarth é uma categoria italiana (e subsequentemente europeia) de fórmula disputada entre 2010 até 2013 chancelada pela ACI-CSAI. A categoria era voltada para a formação de novos pilotos, recém saídos do kartismo, substituindo a Fórmula Azzurra, que se disputou de 2005 até 2009. A categoria servia de escola para estes pilotos que iam para a Fórmula 3 no futuro. A categoria terminou em 2013, após a reestruturação da FIA para suas categorias de formação, sendo substituída pelo Campeonato Italiano de Fórmula 4.

## História
O campeonato, promovido pela Comissão de Esporte a Motor Italiana do Automóvel Clube da Italia (ACI-CSAI) foi apresentado no Bologna Motor Show de 2009, tendo sua primeira temporada em 2010. O sucesso inicial da categoria atraiu a Ferrari Driver Academy (FDA), que ajudou a estender a categoria para a Europa (com a Fórmula Abarth European Series) e para a China (com a Fórmula Pilota China). Em 2012, também foi organizada - com apoio da FDA - uma categoria similar na América Latina, com a Panam GP Series.
Devido a crise econômica da época, em 2013 a ACI-CSAI decidiu fazer modificações na categoria. O grid foi diminuído para 10 a 15 carros por bateria, a taxa de inscrição foi diminuída e a categoria europeia foi encerrada - eliminando as caras viagens para fora da Itália e combinando os prêmios de ambas as categorias, além do fim da idade limite para os pilotos, autorizando que pilotos mais velhos possam disputar. 
Para 2014, os motores FPT teriam sua potência aumentada para 202 cv (148 kW) para diferenciar a categoria da Fórmula 4. Porém, foi decidido cancelar o campeonato para dar espaço ao Campeonato Italiano de Fórmula 4, que utilizou os mesmos motores da Fórmula Abarth.

## Carros
A Fórmula Abarth somente utilizava um modelo de carro. O FA010, era produzido pela italiana Tatuus, sendo um monocoque em fibra de carbono, em conformidade com os regulamentos da FIA para a Fórmula 3. Propulsado por um motor FPT 414TF 1.4L 4-cil, gerando 187 cv (137 kW) e 250 NM (184 lbf/ft) de torque à 3500 rpm. O motor é acoplado a uma transmissão Sadev, semi automática de seis velocidades. O carro tem o peso mínimo de 550kg (com o piloto) e calça pneus Kumho.

## Formato da Competição
O regulamento esportivo original da categoria na Itália previa duas baterias por cada etapa, com a segunda tendo uma duração menor e com um grid baseado no resultado inverso da primeira corrida, mas, de 2012 para frente, os campeonatos italiano e europeu tinham em suas etapas uma sessão de prática e três baterias. A primeira bateria tinha 22 minutos de duração mais uma volta, a segunda tinha 30 minutos mais uma volta e a terceira tinha 15 minutos mais uma volta, com o grid sendo baseado no resultado da primeira bateria, com as seis primeiras posições sendo invertidas. O grid da primeira bateria era decidido nos tempos da primeira sessão oficial de prática e a segunda bateria utilizava os tempos da segunda sessão de práticas para decidir o grid. Em 2013, o formato foi modificado novamente, com as duas primeiras baterias com 28 minutos e a terceira com 15 minutos.
O campeonato europeu seguia as etapas do campeonato italiano, tendo etapas também em circuitos europeus, tendo seus pilotos inscritos tanto no campeonato italiano quanto no europeu. Os pontos para o campeonato eram somente válidos se houvesse a participação do piloto em - pelo menos - cinco etapas. Pilotos com ao menos 15 anos de idade poderiam disputar a categoria (desde que fizessem 16 anos ao longo da temporada).

### Pontuação
| Baterias | 1º | 2º | 3º | 4º | 5º | 6º | 7º | 8º | 9º | 10º |
| -------- | -- | -- | -- | -- | -- | -- | -- | -- | -- | --- |
| 1ª       | 20 | 15 | 12 | 10 | 8  | 5  | 4  | 3  | 2  | 1   |
| 2ª       | 20 | 15 | 12 | 10 | 8  | 5  | 4  | 3  | 2  | 1   |
| 3ª       | 13 | 11 | 9  | 7  | 6  | 5  | 4  | 3  | 2  | 1   |

- Volta mais rápida: 1 ponto (para cada bateria)
- Melhor tempo na prática: 1 ponto

## Campeões
| Temporada | Piloto campeão                | Equipe campeã             | National Trophy  | Novato            |
| --------- | ----------------------------- | ------------------------- | ---------------- | ----------------- |
| 2010      | Brandon Maïsano               | Prema Junior              | Simone Iaquinta  | Não Houve         |
| 2011      | Italiano: Patric Niederhauser | Jenzer Motorsport         | Yoshitaka Kuroda | Não Houve         |
| 2011      | Europeu: Sergey Sirotkin      | Jenzer Motorsport         | Não Houve        | Gerrard Barrabeig |
| 2012      | Italiano: Nicolas Costa       | Euronova Racing by Fortec | Não Houve        | Não Houve         |
| 2012      | Europeu: Nicolas Costa        | Euronova Racing by Fortec | Não Houve        | Santiago Urrutia  |
| 2013      | Alessio Rovera                | Cram Motorsport           | Sergey Trofimov  | Alessio Rovera    |